# بوزآیران (یاردیملی)
بوزآیران (به ترکی آذربایجانی: Bozayran) یک منطقه مسکونی در جمهوری آذربایجان است که در شهرستان یاردیملی واقع شده‌است. بوزآیران ۱۸۰۷ نفر جمعیت دارد.